# 日本百観音
日本百観音（にほんひゃくかんのん）とは、西国三十三所・坂東三十三箇所・秩父三十四箇所を全て巡拝する観音霊場である。結願寺は秩父三十四箇所の三十四番水潜寺である。巡礼者は全ての札所を巡拝し終えて結願すると、善光寺および対の寺と言われる北向観音に「お礼参り」をすることが慣わしとされている（上記2寺を参拝して結願とする場合もある）。
長野県佐久市鳴瀬の岩尾城跡にある大永五年（1525年）銘の石碑に、「秩父三十四番 西國三十三番 坂東三十三番」と彫られており、これ以前に日本百観音巡礼が考案されていたことが判明している。